# Liturgie předem posvěcených darů
Liturgie předem posvěcených darů (řecky: Η Θεία Λειτουργία τῶν Προηγιασμένων [Δώρων], církevně slovansky:  Лїтургі́я преждеосвяще́нныхъ даро́въ) je v řeckokatolické a pravoslavné církvi speciální postní bohoslužba. Slaví se zpravidla ve středy a pátky Velkého postu a v pondělí, úterý a středu Velkého týdne.

## Specifikace
Liturgie předem posvěcených darů je známa od raných křesťanských časů, vznikla pravděpodobně ze zvyku domácího přijímání eucharistie u prvních křesťanů a poustevníků. Slaví se většinou večer namísto večerně. V byzantském obřadu je to liturgie s nejsilnější vyjádřenou eucharistickou úctou. Má výrazně kající charakter, což podtrhuje její struktura, texty a nápěvy. Během liturgie se několikrát na znak kajícnosti a úcty dělají tzv. velké metení (velké poklony), kdy si sloužící a lidé klekají na kolena a sklánějí se tak, že se čelem dotýkají země.
Její specifikum je, že nemá anaforu a tím pádem neobsahuje proměnní chleba a vína na Kristovo tělo a krev. Při této liturgii se používají eucharistické dary, které byly proměněné při liturgii svatého Basila Velikého, resp. sv. Jana Zlatoústého v předcházející neděli. Podle toho dostala tato liturgie svůj název. Někdy se připisuje sv. Řehoři I. Velikému, ale tato atribuce je nesprávná.

## Struktura
Liturgie předem posvěcených darů je vlastně spojení večerně a druhé části "běžné" liturgie (Jana Zlatoústého či Basila Veliké) bez anafory. Nosnými částmi jsou Žalm 103 (104), katisma žaltáře (žalmy 119-133), stichiry, vchod s kadidlem, čtení ze Starého zákona (z Genesis a Knihy přísloví, ve Velkém týdnu z Exodu a Knihy Jób, mezi kterými je obřad požehnání se svící a kadidlem. Následuje zpěv Moje modlitba s verši žalmu 140, při které se střídají kněz, resp. kantor a lidé, přičemž střídavě stojí a klekají. Ve Velkém týdnu následuje čtení Evangelia. Po ekténiích (prosbách) následuje vchod - slavností průvod s už přeměněnými eucharistickými dary, potom další prosby, přípravné modlitby před přijímáním a rozdávání eucharistie. Potom následují děkovné zpěvy a propuštění lidí.